# Bis(trimethylsilyl)amid sodný
Bis(trimethylsilyl)amid sodný (také hexamethyldisilazid sodný, zkráceně NaHMDS) je organická sloučenina se vzorcem (CH3)3Si)2NNa. Používá se jako silná zásada k deprotonacím a zásaditě katalyzovaným reakcím. Jeho výhodami jsou dostupnost v pevné podobě a rozpustnost nejen v etherech, jako jsou tetrahydrofuran a diethylether, ale také v aromatických rozpouštědlech, jako jsou benzen a toluen.
NaHMDS se za přítomnosti vody rychle rozkládá na hydroxid sodný a bis(trimethylsilyl)amin.

## Struktura
I když je vazba N-Na v pevném NaHMDS polární, tak po rozpuštění v nepolárních rozpouštědlech vzniká trimer, obsahující centrální Na3N3 kruh.

## Použití
NaHMDS slouží jako zásada v organické syntéze; příklady reakcí jsou:
- Deprotonace ketonů a esterů na enoláty.[4]
- Tvorba karbenů dehydrohalogenací halogenuhlovodíků. Tyto karbeny mohou reagovat s alkeny za vzniku substituovaných cyklopropanů a cyklopropenů.[5]
- Deprotonace fosfoniových solí vytvářející Wittigova činidla.

NaHMDS se také používá k deprotonacím dalších sloučenin se slabě kyselými vazbami O-H, S-H a N-H; patří sem například kyanhydriny a thioly.
NaHMDS může být také použit k přeměně halogenalkanů na aminy N-alkylací a následnou hydrolýzou vazeb N-Si.
((CH3)3Si)2NNa + RBr → ((CH3)3Si)2NR + NaBr
((CH3)3Si)2NR + H2O → ((CH3)3Si)2O + RNH2
Tento postup může také sloužit k aminomethylacím s využitím (CH3)3Si)2NCH2OMe, sloučeniny obsahující odštěpitelné methoxyskupiny.